# Koraput
Koraput è una città dell'India di 39 523 abitanti, capoluogo del distretto di Koraput, nello stato federato dell'Orissa. In base al numero di abitanti la città rientra nella classe III (da 20 000 a 49 999 persone).

## Geografia fisica
La città è situata a 18° 49' 0 N e 82° 43' 0 E e ha un'altitudine di 869 m s.l.m.

## Società

### Evoluzione demografica
Al censimento del 2001 la popolazione di Koraput assommava a 39 523 persone, delle quali 20 569 maschi e 18 954 femmine. I bambini di età inferiore o uguale ai sei anni assommavano a 4 637, dei quali 2 328 maschi e 2 309 femmine. Infine, coloro che erano in grado di saper almeno leggere e scrivere erano 26 758, dei quali 15 539 maschi e 11 219 femmine.